# معركة كيه سان
وقعت معركة كيه سان (21 يناير – 9 يوليو 1968) في منطقة كيه سان في شمال غرب محافظة كوانغ تشي، في جمهورية فيتنام (فيتنام الجنوبية)، أثناء حرب فيتنام. تألّفت القوات الأمريكية الرئيسية التي دافعت عن قاعدة كيه سان العسكرية من فوجين تابعين لقوات مشاة بحرية الولايات المتحدة مدعومين بعناصر من القوات البرية للولايات المتحدة والقوات الجوية الأمريكية، بالإضافة إلى عدد صغير من الجيش الفيتنامي الجنوبي. واجهت هذه القوات فرقتين إلى ثلاث فرق تابعة للجيش الشعبي الفيتنامي لفيتنام الشمالية.
ظنت القيادة الأمريكية في سايغون في البداية أن العمليات القتالية في محيط قاعدة كيه سان العسكرية في العام 1967 لم تكن سوى جزءٍ من سلسلة هجمات متفرقة للجيش الشعبي الفيتنامي على المناطق الحدودية. تغيّر هذا التقييم لاحقًا عندما أدرك الأمريكان أن الجيش الشعبي الفيتنامي ينقل قواتٍ الرئيسية إلى المنطقة. ردًا على ذلك، عُزّزت القوات الأمريكية لإثباط محاولة الجيش الشعبي الفيتنامي محاصرة قاعدة مشاة البحرية. بمجرد أن أصبحت القاعدة تحت الحصار، خاضت سلسلة من المعارك على مدى خمسة أشهر. خلال تلك الفترة، تعرضت قاعدة كيه سان العسكرية والنقاط العسكرية على قمة الهضبة حولها لهجمات مستمرة من الجيش الشعبي الفيتنامي بالمدفعية، وقذائف الهاون، والصواريخ والعديد من هجمات قوات المشاة. لدعم قاعدة القوات البحرية، شنت القوات الجوية الأمريكية حملة قصف جوي مكثفة (عملية نياغرا). قذفت الطائرات الأمريكية أكثر من 100,000 طن من القنابل، وأطلقت أكثر من 158,000 قذيفة مدفعية للدفاع عن القاعدة. طوال مدة الحملة، وظّفت القوات الأمريكية أحدث التقنيات لتحديد واستهداف مواقع قوات الجيش الشعبي الفيتنامي. بالإضافة إلى ذلك، تطلّب الجهد اللوجستي اللازم لدعم القاعدة بمجرد عزلها تطلّب تطبيق وسائل تكتيكية مبتكرة للاستمرار في إيصال الإمداد لقوات مشاة البحرية الأمريكية.
في مارس من العام 1968، انطلقت حملة إغاثة برية (عملية بيغاسوس) بواسطة فرقة عمل مشتركة ضمت مشاة البحرية والجيش الأمريكي/والجيش الفيتنامي الجنوبي، والتي تمكنت في نهاية الأمر من شق طريقها إلى مشاة البحرية في كيه سان. واعتبر القادة الأمريكان أن الدفاع عن كيه سان قد نجح، إنما بعد فترة وجيزة من رفع الحصار، اتُخذ قرارٌ بإخلاء القاعدة بدلًا من المخاطرة بالانخراط في معارك مماثلة في المستقبل. في 19 يونيو 1968، بدأ إخلاء وتدمير قاعدة كيه سان العسكرية. وتحت القصف العنيف، حاولت قوات مشاة البحرية إنقاذ ما في وسعها قبل تدمير ما تبقى أثناء إجلائها. استمرت الهجمات الصغيرة قبل إغلاق القاعدة رسميًا في 5 يوليو. بقي جنود قوات مشاة البحرية بالقرب من الهضبة 689، وتواصل القتال في محيط المنطقة حتى 11 يوليو عندما اكتمل سحبهم في النهاية، مما أدى إلى انتهاء المعركة.
بعد المعركة، أعلن الفيتناميون الشماليون انتصارهم في كيه سان، في حين زعمت القوات الأمريكية أنها انسحبت، إذ لم يعد للقاعدة فائدة. لاحظ المؤرخون أن معركة كيه سان ربما صرفت انتباه الأمريكيين والفيتناميين الجنوبيين عن تعاظم حشد قوات فيت كونغ في الجنوب قبل هجوم تيت مع بداية العام 1968. بالرغم من ذلك، ادّعى القائد الأمريكي خلال المعركة، الجنرال وليام ويستمورلاند، أن النية الحقيقية لتيت تمثلت في تشتيت انتباه القوات المعادية عن كيه سان.

## مقدمات المعركة
كانت قرية كيه سان مقرًا لحكومة محافظة هوونغ هوا، وهي منطقة ضمن قرى برو مونتانيارد ومزارع البن على بعد 7 أميال (11 كيلو متر) تقريبًا من حدود لاوس على الطريق 9، الذي كان طريقًا عرضيًا في أقصى شمال جمهورية جنوب فيتنام. يمتد الطريق 9 المنحدر بشدة من المنطقة الساحلية عبر المرتفعات الغربية ويعبر الحدود إلى لاوس. وأصل القاعدة العسكرية حصن فرنسي قديم خارج القرية، وبنت لها القوات الخاصة الأمريكية مطارًا في أغسطس 1962. أصبح المعسكر بعد ذلك نقطة للقوات الخاصة لمجموعات الدفاع المدنية غير النظامية، والتي كان من مهامها مراقبة تسلل قوات الجيش الشعبي الفيتنامي على طول الحدود وحماية السكان المحليين.
كتب جيمس مارينو أنه في العام 1964، قرر الجنرال وليام ويستمورلاند، القائد الأمريكي في فيتنام، قرر أن «كيه سان تصلح قاعدةً لقوات الحراسة لمنع تسلل العدو من لاوس؛ وقاعدة... لعمليات مضايقة العدو في لاوس؛ ومهبطًا لطائرات الاستطلاع لمسح ممرّ هو تشي منه؛ ومركزًا غربيًا للدفاعات جنوب المنطقة منزوعة السلاح؛ ونقطة انطلاق نهائية للعمليات الأرضية لقطع مسار هو تشي منه». في نوفمبر 1964، نقلت القوات الخاصة الأمريكية معسكرها إلى هضبة كو شام، الموقع الذي أصبح فيما بعد قاعدة كيه سان العسكرية.
في شتاء العام 1964، أصبحت كيه سان موقع انطلاق لقيادة المساعدة العسكرية السرية في فيتنام –مجموعة الدراسات والرصد. في بادئ الأمر أُنشئ الموقع قريبًا من القرية ثم انتقل فيما بعد إلى الحصن الفرنسي. من هناك، أُطلقت فرق الاستطلاع إلى لاوس لاستكشاف وجمع المعلومات الاستخبارية عن النظام اللوجستي للجيش الشعبي الفيتنامي المعروف باسم ممر هو تشي منه، والذي يُعرف في أوساط الجنود الفيتناميين الشماليين باسم «طريق ترونغ سون للإمداد الاستراتيجي».
ذكر مارينو أنه «بحلول العام 1966، بدأ ويستمورلاند باعتبار كيه سان جزءًا من استراتيجية أكبر». بهدف الحصول على الموافقة النهائية للزحف عبر لاوس لاعتراض ممرّ هو تشي منه، أدرك ويستمورلاند أنه «من الضرورة بمكان الاحتفاظ بالقاعدة». أعطى الأمر لقوات المشاة الأمريكية اتخاذ مواقعها في محيط كيه سان. ثم بدأت قيادة المساعدة العسكرية في فيتنام بالتخطيط للتوغل في لاوس، وفي أكتوبر، اكتمل بناء المطار في كيه سان.
في العام 1967، خضع المعسكر المبني على الهضبة لحراسة دائمة من قوات مشاة البحرية الأمريكية، وأنشأوا مركزًا عسكريًا بجوار مهبط الطائرات. كان من المفترض أن تؤدي تلك القاعدة وظيفة المركز الغربي لقوات مشاة البحرية، التي اضطلعت بالمسؤولية التكتيكية عن المقاطعات الخمس الواقعة في أقصى شمال جنوب فيتنام والمعروفة باسم الفيلق الأول. امتد النظام الدفاعي لقوات المارينز قريبًا من المنطقة منزوعة السلاح من الساحل، على طول الطريق 9، حتى كيه سان. في العام 1966، ابتعدت القوات الخاصة النظامية عن الهضبة، وبنت معسكرًا أصغر على الطريق 9 في لانغ في، تقريبًا في منتصف المسافة باتجاه حدود لاوس.

## خلفية المعركة

### المعارك الحدودية
خلال النصف الثاني من العام 1967، شنّ الفيتناميون الشماليون سلسلة من الأعمال العسكرية في المناطق الحدودية لجنوب فيتنام. نفذت جميع الهجمات وحدات من الجيش الشعبي الفيتنامي والفيت كونغ بحجم فوج، إنما على عكس معظم تكتيكات الكر والفر السابقة، اتّسمت تلك الهجمات باستمراريتها ودمويتها.
في أوائل أكتوبر، كثف الجيش الشعبي الفيتنامي عمليات الاستطلاع الأرضية بوحدات بحجم كتيبة، واستمر بالقصف المدفعي المتواصل على كون تين، التي كانت قلعةً تقع على قمة هضبة ضمن الخط الدفاعي لقوات مشاة البحرية الأمريكية جنوب المنطقة منزوعة السلاح، في شمال محافظة كوانغ تشي. تهاطلت قذائف هاون، ومدفعية، وصواريخ من عيار 122 مليمتر بشكل عشوائي وبلا انقطاع على القاعدة. تراوحت حدة القصف في سبتمبر بين 100 و150 قذيفة في اليوم، وبلغت أقصاها في 25 سبتمبر مع سقوط 1,190 قذيفة.